# 動的不均一性
動的不均一性とは、ガラス転移点に近い温度では、過冷却液体の中で、分子が動きやすい場所と動きにくい場所が現れ、それぞれの場所が不均一に分布するという性質である。
ガラス転移は、現在でもその原理が判っていない現象である。